# بام دوكز
بام دوكز (بالإنجليزية: Pam Dukes)‏ هي رامية القرص أمريكية، ولدت في 15 مايو 1964.

## وصلات خارجية
- بام دوكز على موقع الاتحاد الدولي لألعاب القوى (الإنجليزية)
- بام دوكز على موقع اللجنة الأولمبية الدولية (الإنجليزية)
- بام دوكز على موقع أوليمبيديا (الإنجليزية)